# Jesús Garay
Jesús Garay Vecino (Bilbao, 1930. szeptember 10. – Bilbao, 1995. február 10.) spanyol válogatott labdarúgó.
A spanyol válogatott tagjaként részt vett az 1962-es világbajnokságon.

## Sikerei, díjai
Athletic Bilbao
- Spanyol bajnok (1): 1955–56
- Spanyol kupa (3): 1955, 1956, 1958

Barcelona
- Spanyol kupa (1): 1962–63